# 메리 채핀 카펜터
메리 채핀 카펜터(Mary Chapin Carpenter, 1958년 2월 21일 ~ )는 미국의 싱어송라이터이다. 수 년간 워싱턴 DC의 클럽에서 노래하다 1980년대 말 컬럼비아 레코드사와 계약을 맺었고 음반사는 그녀를 컨츄리 싱어로 홍보했다. 카펜터의 첫 앨범인 1987년의 <Hometonw Girl>에서는 싱글이 나오지 않았으나 1989년의 <State of the Heart>와 1990년의 <Shooting Straight in the Dark> 앨범에서는 빌보드 컨츄리 싱글 차트 톱 20에 4개의 싱글을 올렸다.
카펜터의 앨범들 중 현재까지 가장 성공한 것은 1992년의 <Come On Come On>으로 7개의 싱글들을 컨츄리 차트에 올렸으며 미국에서 4백만장 이상의 판매고를 올려 공식적으로 콰드루플 플래티넘 앨범이 되었다. 후속으로 발표한 <Stones in the Road>(1994)와 <A Place in the World>(1996)에서도 히트 싱글은 계속 터져 나왔다. 2000년대에 들어 카펜터의 앨범들은 주제와 음악적인 면에 있어 앞선 작품들과는 다른 방향으로 선회하여 덜 대중적이면서 좀더 사회정치적인 이슈들을 다루게 된다. 2007년 <The Calling>에 이어 <The Age of Miracles>(2010), <Ashes and Roses> (2012)를 내놓았고 오케스트라 앨범인 <Songs From the Movies>(2014)를 발매했다.
매리 채핀 카펜터는 5개의 그래미상을 수상했으며 유일하게 네 번 연속으로, 1992년에서 1995년에 걸쳐 최우수 여성 컨츄리 보컬 퍼모먼스 상을 받았다. 전세계적으로 1천2백만장 이상의 앨범을 팔았다. 2012년 10월 7일 그녀는 내쉬빌 작곡가 명예의 전당에 헌정되었다.
카펜터는 데이비드 레터맨 쇼나 어스틴 시티 리미트 같은 TV 쇼를 비롯한 다이안 렘 쇼 같은 라디오 쇼에서도 연주했다. 투어 공연도 자주 하고 있으며 거의 매년 여름 워싱톤에서 열리는 유명한 야외 공연인 울프 트랩에도 참여하고 있다.
디콘 사무엘 채핀의 직계손이며 가수이며 인도주의자인 고 해리 채핀(그리고 그의 형제인 톰과 스티브)와 사촌 지간이다.